# Morti nel 1184
| Questa pagina contiene informazioni ricavate automaticamente dalle voci biografiche con l'ausilio del template Bio e di un bot. L'aggiornamento è periodico e automatico e ricostruisce completamente la pagina. Se manca una persona in questa lista, sei pregato di non aggiungerla, ma accertati piuttosto che la sua voce biografica contenga il template Bio e che i dati anagrafici siano correttamente compilati. Se il template Bio manca, inseriscilo tu stesso o, in alternativa, metti l'avviso {{tmp\|Bio}} che ne segnala la mancanza. Se i dati riportati sono sbagliati, correggi direttamente la voce biografica; le modifiche saranno visibili in questa lista entro pochi giorni. Per chiarimenti vedi il progetto biografie. La lista contiene solo le 22 persone che sono citate nell'enciclopedia e per le quali è stato implementato correttamente il template Bio. Pagina aggiornata al 2 giu 2025. |

- 13 gennaio - Gerard Pucelle, vescovo inglese (n. 1117)
- 16 febbraio - Riccardo di Dover, arcivescovo cattolico francese
- 16 marzo - Giovanni de Surdis Cacciafronte, vescovo cattolico italiano (n. 1125)
- 10 maggio - Taira no Koremori, nobile e militare giapponese (n. 1158)
- 15 giugno - Magnus V di Norvegia, re norvegese (n. 1156)
- 8 luglio - Ottone I di Brandeburgo, nobile tedesco (n. 1128)
- 11 agosto - Ermengol VII di Urgell, conte
- 15 settembre - Gerardo I di Mâcon, conte
- 30 settembre - Arnoldo di Torroja, militare e cavaliere medievale spagnolo
- 8 ottobre - Agnese di Hohenstaufen, principessa tedesca
- 31 ottobre - Arnolfo di Lisieux, vescovo francese
- 15 novembre - Beatrice di Borgogna, imperatrice (n. 1145)
- 15 novembre - William de Beaumont, III conte di Warwick, nobile (n. 1140)
- Abu Ya'qub Yusuf I, califfo (n. 1135)
- Agnese di Courtenay (n. 1136)
- Giorgio III di Georgia, re
- Grimaldo Canella, nobile italiano
- Almucs de Castelnau, trobairitz francese
- Fuas Roupinho, ammiraglio portoghese
- Minamoto no Yoshinaka, militare giapponese (n. 1154)
- Taira no Atsumori, militare giapponese (n. 1169)
- Pietro di Torroja, vescovo cattolico spagnolo